# A Change Would Do You Good
A Change Would Do You Good is een nummer van de Amerikaanse zangeres Sheryl Crow uit 1997. Het is de vierde single van haar titelloze vijfde studioalbum.

## Achtergrondinformatie
"A Change Would Do You Good" gaat over dingen die je in je leven zou moeten veranderen. De tekst van het eerste couplet gaan over producer Bill Bottrell, die wegliep bij het maken van het album, waar Crow boos over was. Het tweede couplet gaat over Madonna, en het derde couplet over Crow zelf. De muziek werd geïnspireerd uit de klassieke soulmuziek, met name uit The Staple Singers en Mavis Staples.
Het nummer bereikte de Amerikaanse Billboard Hot 100 niet, maar haalde wel de 9e positie in de Radio Songs-lijst van Billboard. In het Nederlandse taalgebied bereikte de plaat geen hitlijsten, desondanks wordt het er tot op de dag van vandaag nog wel regelmatig op de radio gedraaid.

## Tracklijst
Europese CD-single
1. "A Change Would Do You Good" – 3:50
2. "Hard to Make a Stand" (live from Shepherd's Bush Empire) – 4:23